# Parafyletismus

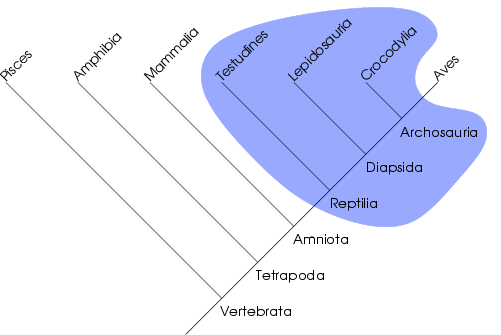
Znázornění parafyletismu

Parafyletismus je takový stav člověkem definované skupiny organismů – taxonu, který zahrnuje společného předka, ale nezahrnuje všechny potomky skupiny (taxonu). Taxon je pak nazýván parafyletickým, což značí, že není přirozený. Velké procento taxonů, které běžně známe, je parafyletických. V současné systematice (taxonomii) je snaha tyto umělé taxony, které se neslučují se stavem věcí v přírodě, nahradit taxony monofyletickými. Typickým parafyletickým taxonem bývá skupina složená z více primitivních monofyletických skupin, které např. postrádají důležitou apomorfii, která definuje skupinu odvozenou. Takovou skupinou jsou třeba širopasí, skupina uvnitř které se odvětvují monofyletičtí štíhlopasí – širokopasost je původní znak v rámci blanokřídlých, který jedna linie blanokřídlých (štíhlopasí) druhotně pozbyla.
Jako učebnicový příklad rozdílu monofyletismu od parafyletismu slouží plazi. Ptáci patří do skupiny plazů, neboť jejich nejbližší žijící příbuzní jsou krokodýli, krokodýli jsou tedy s ptáky příbuzní více než s ostatními plazy, např. s hady. Pokud ptáky do plazů zahrneme, je skupina monofyletická, neboť obsahuje všechny potomky předka. Pokud však ptáky z plazů vyjmeme, skupina neobsahuje všechny potomky, a je tudíž parafyletická, nepřirozená.